# Ludwig von Graeve
Ludwig Alexander Edler von Graeve, auch Louis Alexander De Graeve, (* 1. März 1857 in Borek, Provinz Posen; † 15. Mai 1919 in Philadelphia, Pennsylvania) war Rittergutsbesitzer und Mitglied des Deutschen Reichstags.

## Leben
Er war Angehöriger der 1786 nobilitierten Familie Edle von Graeve. Seine Eltern waren Alexander von Graeve (* 1818; † 1883) und dessen erste Ehefrau Emilie (Rogalla von Bieberstein) von Koczorowska (* 1828; † 1864). Der Vater ehelichte dann Franziska Ślaska (* 1826; † 1918; Tochter eines Gutsbesitzers und ehemaligen Offiziers der polnischen Armee im Krieg von 1812, Adam Ślaski, geboren am 24. Dezember 1789, gestorben in Krakau am 19. Januar 1873) am 3. Februar 1867 in Krakau.
Graeve studierte an den Universitäten in Krakau, Halle und Breslau Rechtswissenschaften. Er war von 1880 bis 1882 Kammergerichtsreferendar in Berlin. Graeve machte größere Reisen im Ausland, besonders zu politischen Studien bereiste er die Balkanländer. Im Übrigen betrieb er Landwirtschaft auf seinem Rittergut in Slowikowo.
Von 1884 bis 1890 war er Mitglied des Deutschen Reichstags für den Wahlkreis Regierungsbezirk Posen 7 (Schrimm, Schroda) und die Polnische Fraktion. Kurz nachdem er zum dritten Mal die Reichstagswahl in diesem Wahlkreis gewonnen hatte, legte er am 14. Juni 1890 das Mandat nieder. 1895 zog er in die Vereinigten Staaten und ließ er sich in Philadelphia nieder.
Ludwig von Graeve hatte mehrere Geschwister, war selbst nicht verheiratet und hatte keine nachweislichen Nachfahren.